# Волик Михайло Олександрович
Волик Михайло Олександрович (рос. Волик, Михаил Александрович) (1921 р. — 1945 р.) — лейтенант Робітничо-селянської Червоної Армії, учасник німецько-радянської війни, Герой Радянського Союзу (1945).

## Біографія
Михайло Волик народився 4 вересня 1921 рік а в селі Великий Болград (нині — Озеряни Херсонської області України) в селянській родині. У роки колективізації сім'я Воликів була оголошена кулаками і вислана на Урал. Батько Волика став працівником лісоповалу, мати — прачкою. Через погані умови життя Ганна Волик запропонувала чоловікові бігти, але той відмовився, так як за подібне погрожували розстрілом, і тоді вона сама разом з Михайлом і його братом Євгеном бігла через тайгу. Після довгих поневірянь вони дісталися до міста Мір, де місцеві жителі допомогли Ганні Волик влаштуватися на роботу і дістати документи. Через деякий час Ганна з синами переїхала в Донбас, а потім в Мелітополь до родичів.
Михайло Волик закінчив неповну середню школу, потім вступив у школу фабрично-заводського учнівства. В 1941 році, незадовго до початку німецько-радянської війни, він був покликаний на службу в Робітничо-селянську Червону Армію, служив на Буковині.

## Німецько-радянська війна
З перших днів війни він опинився в діючій армії. Частина Волика брала активну участь в обороні Києва. В одному з боїв він був поранений і потрапив у полон, містився в одному з київських таборів для військовополонених. Перебуваючи там, познайомився з молодою вчителькою Галиною, яка приносила в'язням їжу. Завдяки її зусиллям Волик 25 серпня 1942 року був звільнений.
Налагодивши зв'язки з київськими підпільниками, Волик пішов в партизани. Після звільнення Київської області в 1943 році він знову був покликаний в армію. Воював на 1-му Українському фронті, в званні лейтенанта командував ротою 340-го гвардійського стрілецького полку 121-ї гвардійської стрілецької дивізії 13-й армії. 13 липня 1944 року в бою за станцію Горохув Варшавського воєводство рота Волика потрапила у ворожу танкову засідку. Завдяки його вмілим діям рота вийшла із засідки з незначними втратами, при цьому завдавши значної шкоди противнику. У бою Волик отримав поранення. Наказом по 121-ї гвардійської стрілецької дивізії від 23 липня 1944 року № 39/н він був нагороджений орденом Червоної Зірки.
Лікувався в госпіталі у Харкові. Після одужання повернувся в діючу армію. Особливо відзначився під час звільнення Польщі і форсування Одера.
У період з 14 по 28 січня 1945 року на підступах до міста Кельці в ході боїв за ряд інших населених пунктів рота Волика перебувала в перших рядах наступаючих радянських частин. Однією з перших переправившись через Одер в ніч з 25 на 26 січня в районі міста Кьобен (нині — Хобеня), рота відбила кілька контратак противника, знищивши понад 100 ворожих солдат і офіцерів. У боях Волик особисто знищив 12 солдатів противника. За відзнаку в тих боях 29 січня 1945 року командир полку гвардії майор Герасимчук представив Волика до звання Героя Радянського Союзу.
В одному з наступних боїв Волик отримав поранення, від якого помер 21 лютого 1945 року в госпіталі в населеному пункті Шенбрунн, нині територія Польщі.